# Бадалян, Владимир Меружанович
Влади́мир Меружа́нович Бадаля́н (арм. Վլադիմիր Բադալյան, 4 октября 1958, Ереван) — депутат парламента Армении.
- 1975—1980 — Ереванский политехнический институт. Инженер-обогатитель.
- 1980—1981 — мастер, затем инженер в НПО Джесказганского горнометаллургического завода.
- 1981—1985 — инженер треста «Ерхимстрой», 1985—1990 — был на комсомольской работе.
- 1990—1991 — работал в ЦК ВЛКСМ.
- 1991—1998 — сопредседатель НПО «Эрзрум».
- 1998—1999 — заместитель управляющего делами правительства Армении.
- 1999—2003 — директор спорткомплекса «Раздан».
- 2003—2007 — был депутатом парламента. Член постоянной комиссии по внешним сношениям. Член «РПА».
- 12 мая 2007 — вновь избран депутатом парламента. Член «РПА».
- 28 августа 2008 — назначен Чрезвычайным и Полномочным Послом Республики Армения в Туркменистане.
- 21 декабря 2009 — назначен Чрезвычайным и Полномочным Послом Республики Армения в Республике Таджикистан по совместительству с резиденцией в Ашхабаде.